# 溫有哲
溫有哲（？—？），中國清朝武官，山西太谷縣人。武榜眼。
乾隆十八年（1753年）擔任福建陸路提督軍門前營遊擊。乾隆二十三年（1758年）接替楊普，擔任台灣北路協副將。而隸屬台灣鎮之下的此官職是當時台灣中南部及北部的駐地最高武官將領。